# Nybro kyrka
Nybro kyrka är en kyrkobyggnad i Nybro i Växjö stift. Den är församlingskyrka i  Nybro-S:t Sigfrids församling.

## Kyrkobyggnaden
Redan vid en visitation 1910 i Madesjö pastorat till vilket Nybro vid den tiden tillhörde väckte dåvarande Kalmar stifts biskop  Henry Tottie  tanken på en kyrka i det växande samhället som 1931 skulle upphöjas till stad.
Under 1920-talet påbörjades bygget av en kyrka i Nybro. År 1929 var församlingshemsdelen klar. Långhus och kyrktorn uppfördes därefter. 
Kyrkan invigdes Första advent 1934  av biskop Sam Stadener.
Kyrkobyggnaden är utförd i en blandstil av nyklassicism, jugend  och funktionalism och byggd i mörkt tegel. Den ritades av J Fred Olson. Den är 50 meter lång och 18 meter bred.
Tornet är 44 meter högt och har dubbla ljudöppningar på sidorna. Det hjälmformade torntaket är försett med en lökformad  lanternin  med tornur och en avslutande spira med ringkors och en glänsande kyrktupp. Interiören präglas av den synliga takbjälkskonstruktionen.
År 1959 och 1984 renoverades kyrkan.

## Inventarier
- Fristående altare.
- Flyttbar altarring.
- Altartavlan har som motiv den predikande Jesus och är målad av Gunnar Theander. Tavlan omramas av en altaruppsättning bestående av pilastrar  och ett överstycke med en treenighetsymbol i en strålsol.
- Dopfunten tillverkad i trä är försedd med en rikt dekorerad cuppa.
- Predikstolen med ljudtak har uppgång från sakristian.
- Ett triumfkrucifix tillverkat av Eva Spångberg hänger i korvalvet.
- I Mariakapellet finns en ikontriptyk utförd av Lars Gerdmar.
- Textilen vid altaret i kapellet är komponerad av Hans Krondahl.
- En skulptur Maria med barnet.
- Mässhakar vävda i damast ett mönster med musicerande änglar, vävda av damastvävaren och godsägaren Carl Widlund på Tranjerdstorp utanför Karlstad i Värmland. Det var ett av hans egna mönster.[1]
- Öppen bänkinredning.

## Bilder

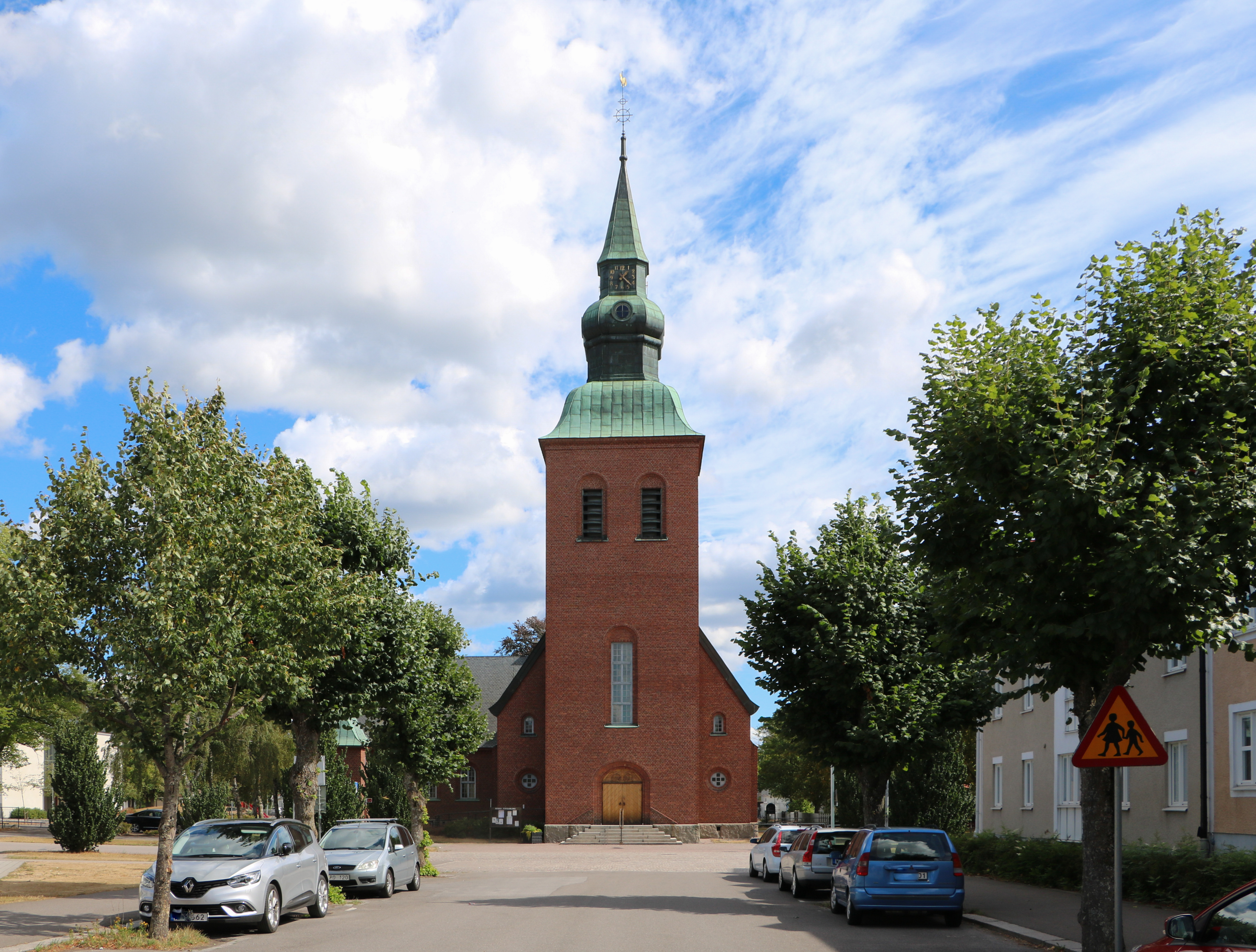
Kyrkan från väster.
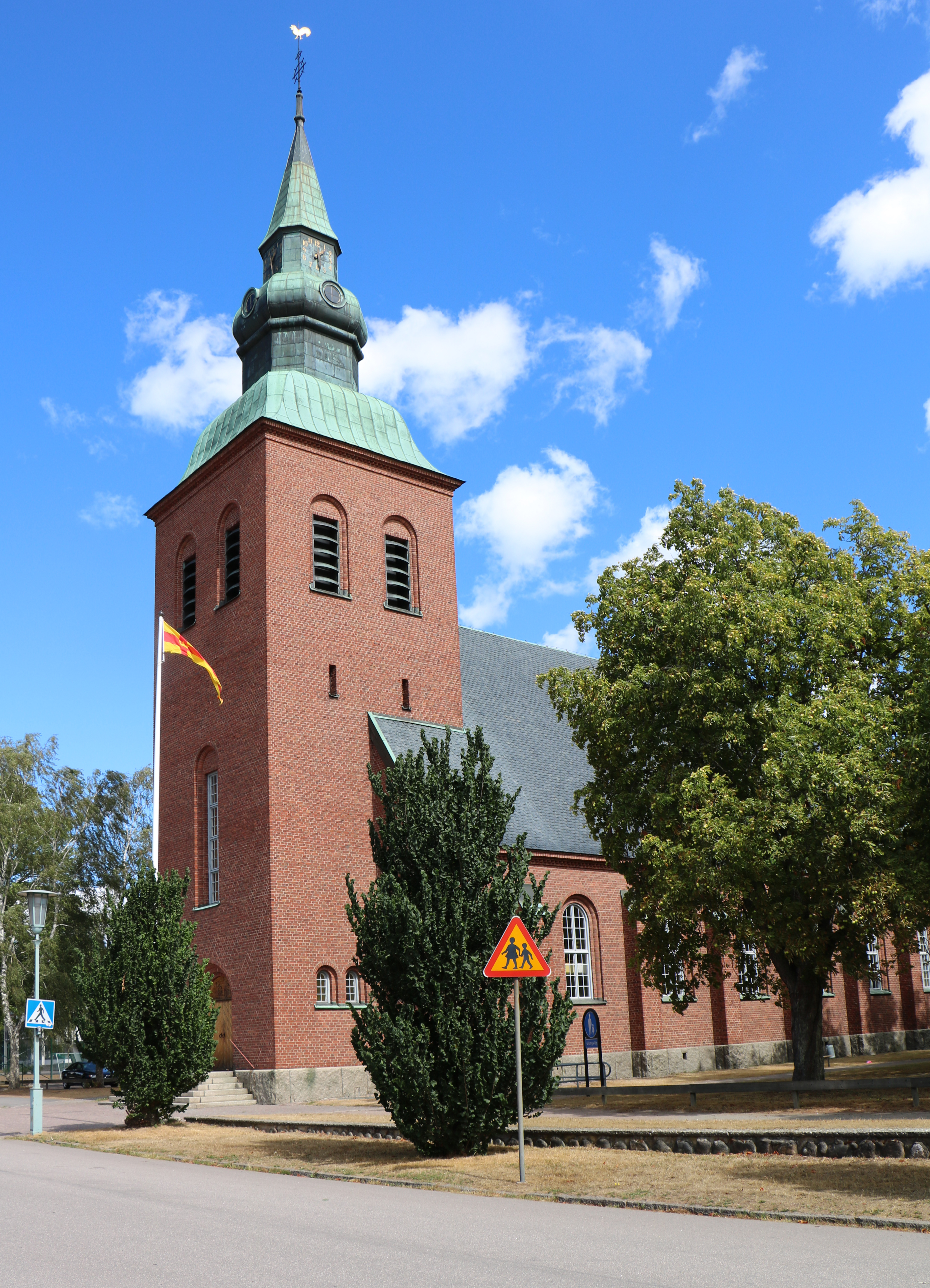
Kyrkobyggnaden från sydväst.
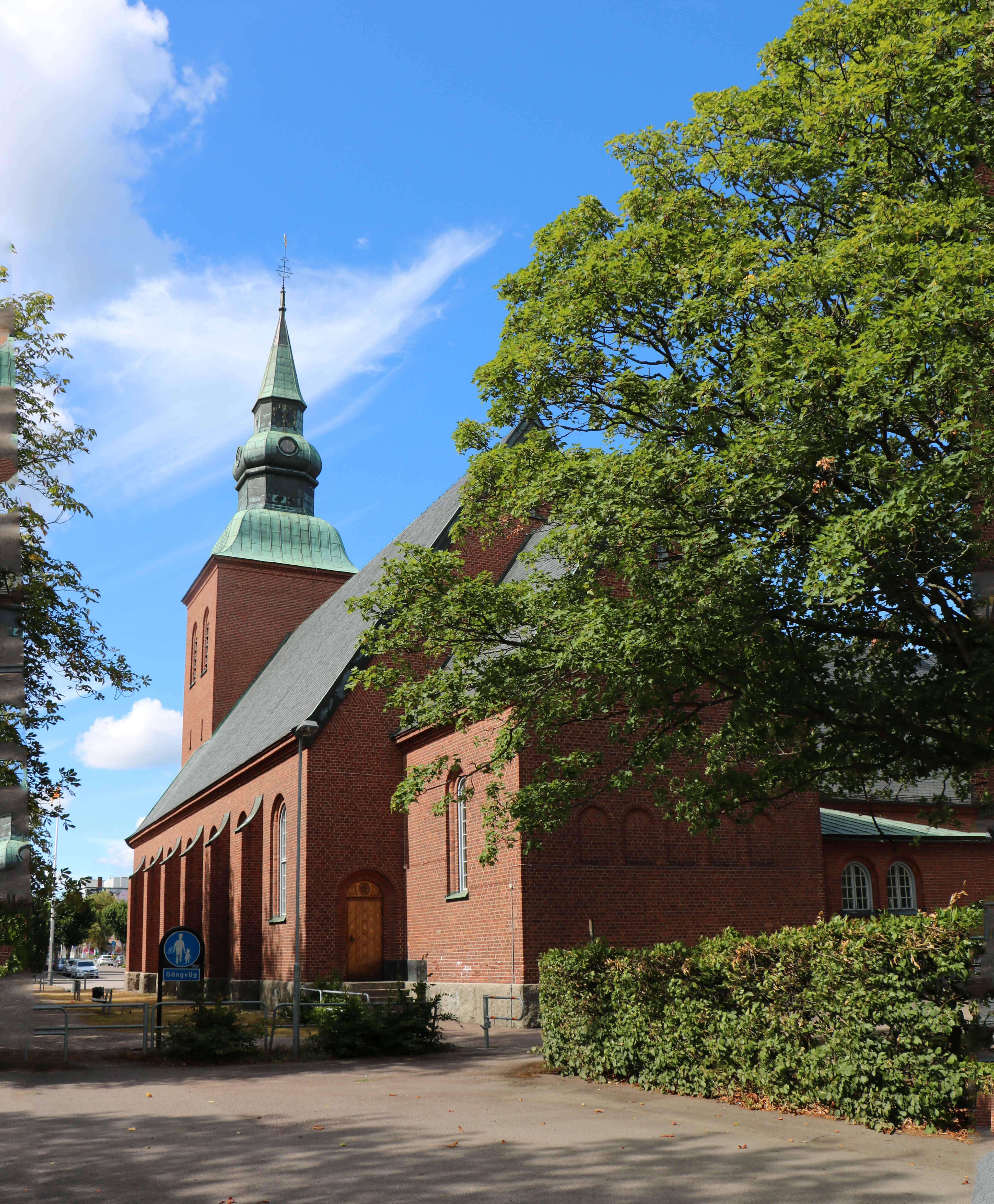
Exteriör från sydöst.
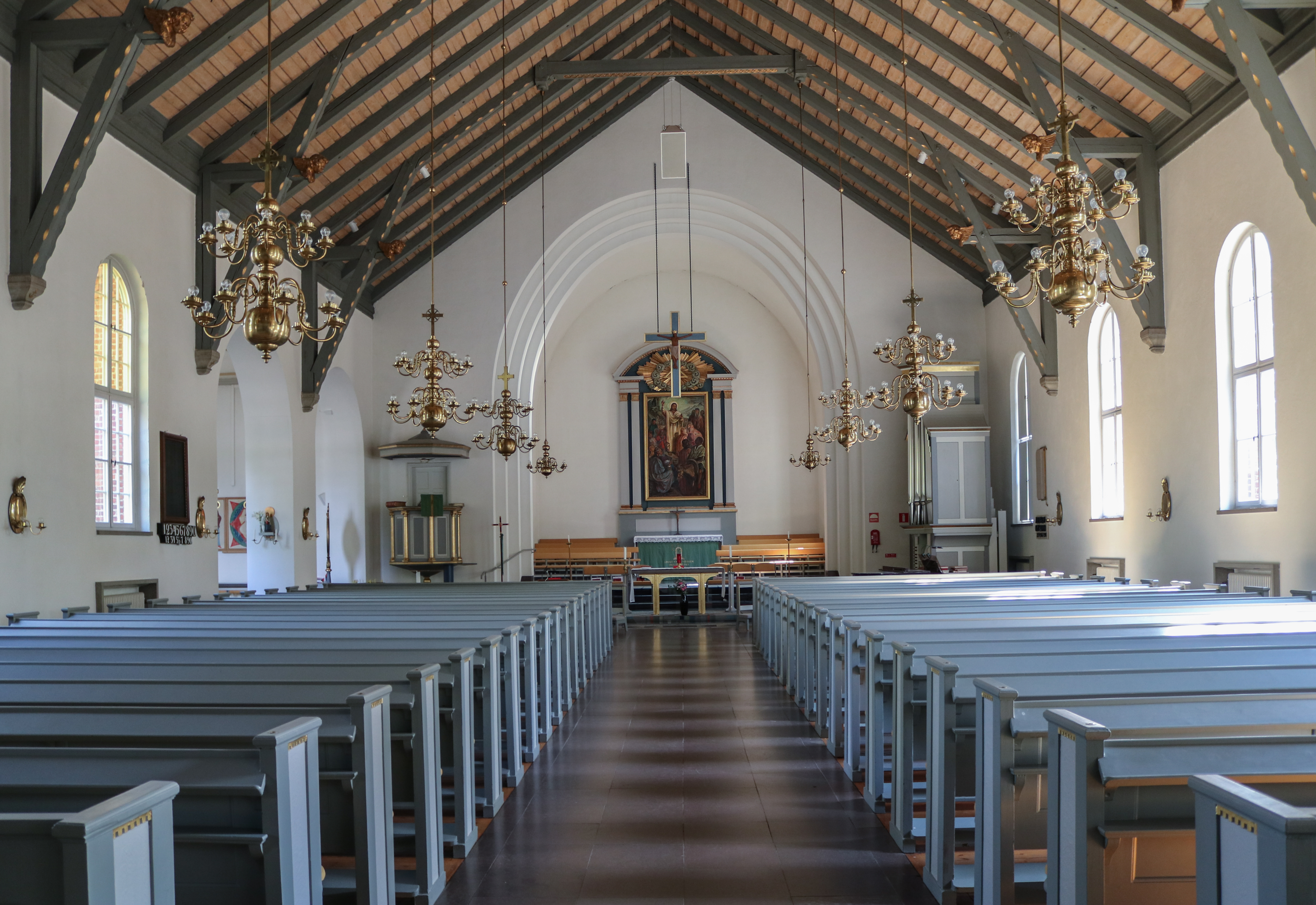
Interiör mot öster.
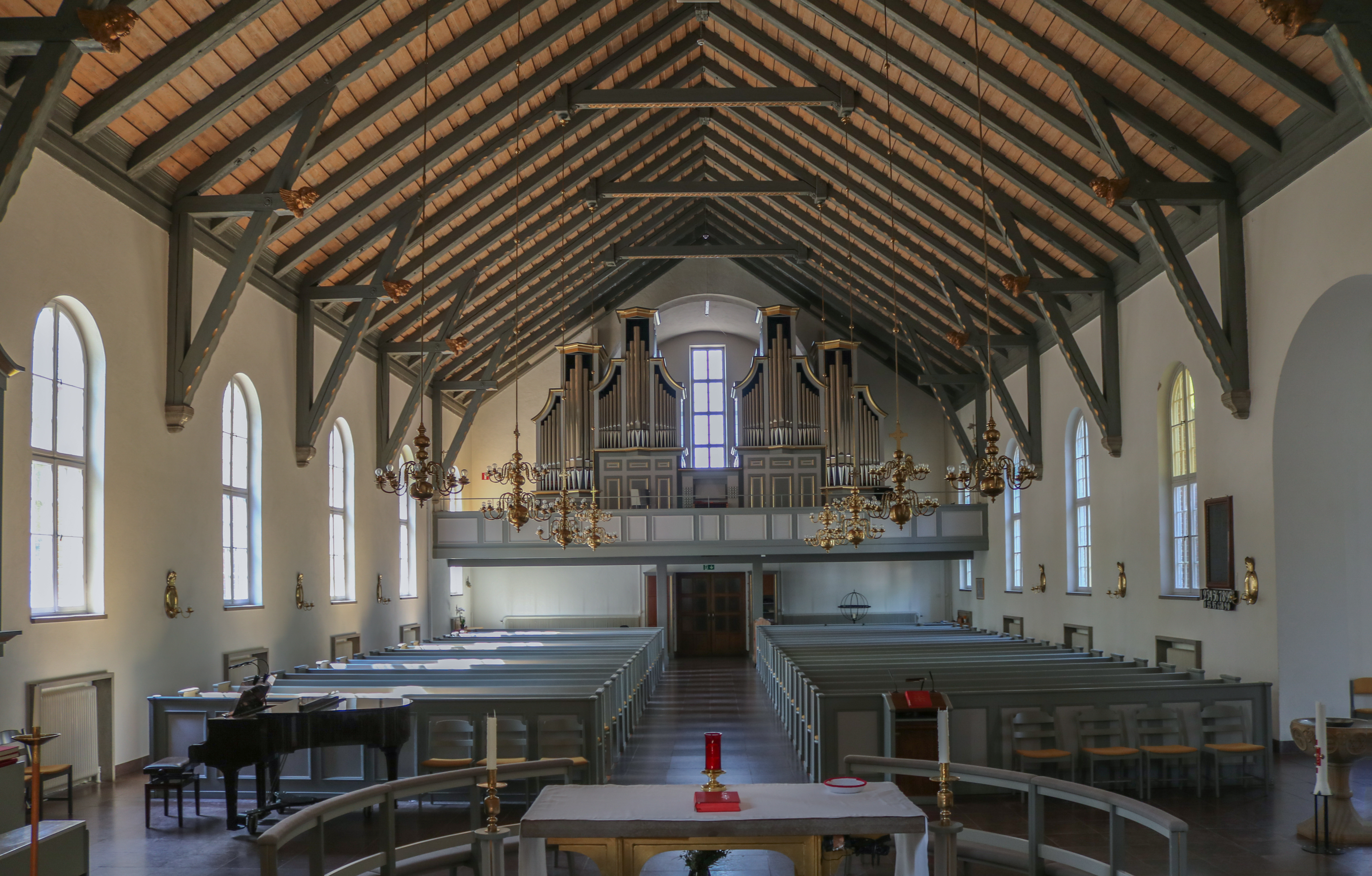
Kyrkorummet mot väster.
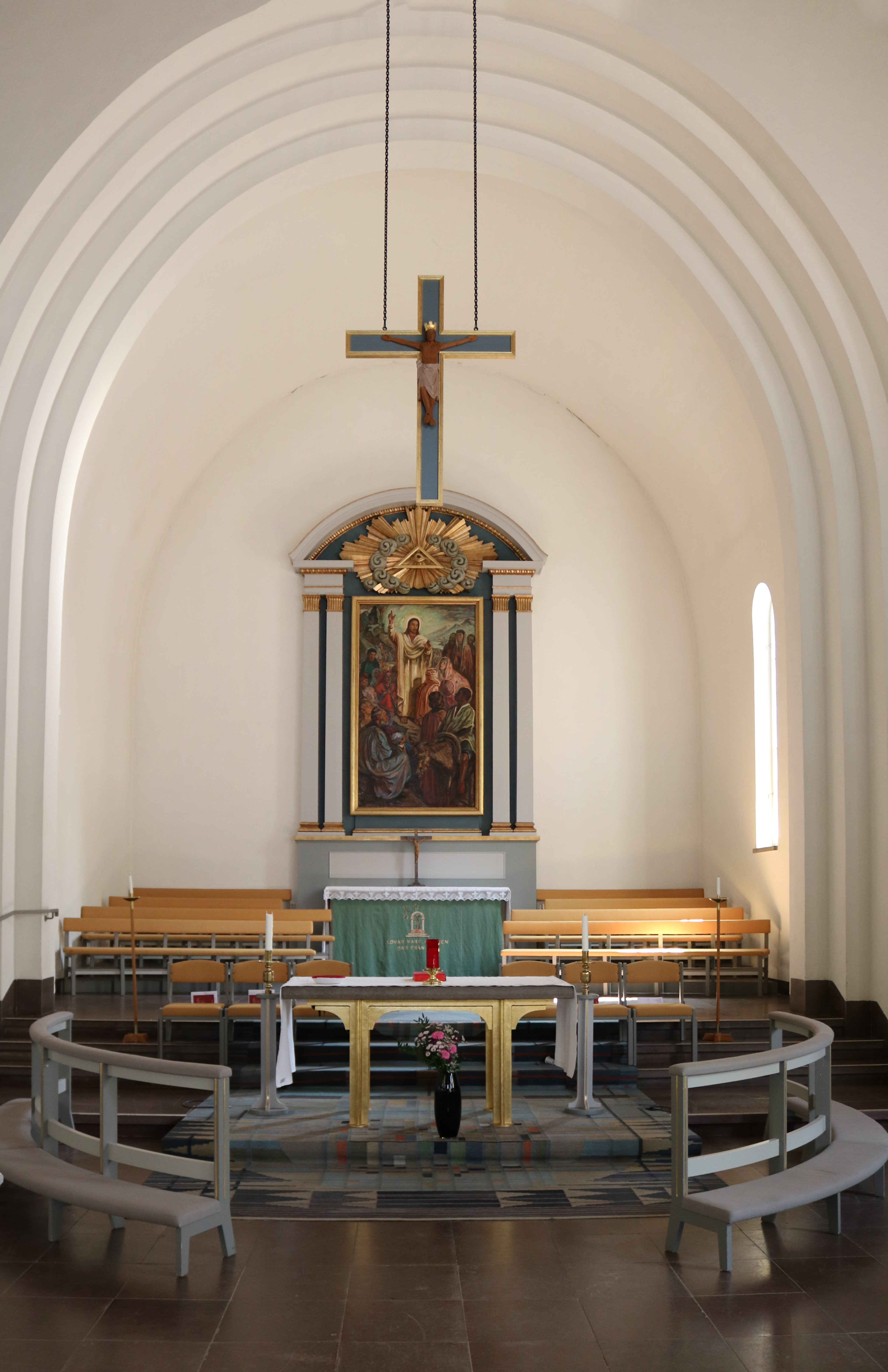
Koret.
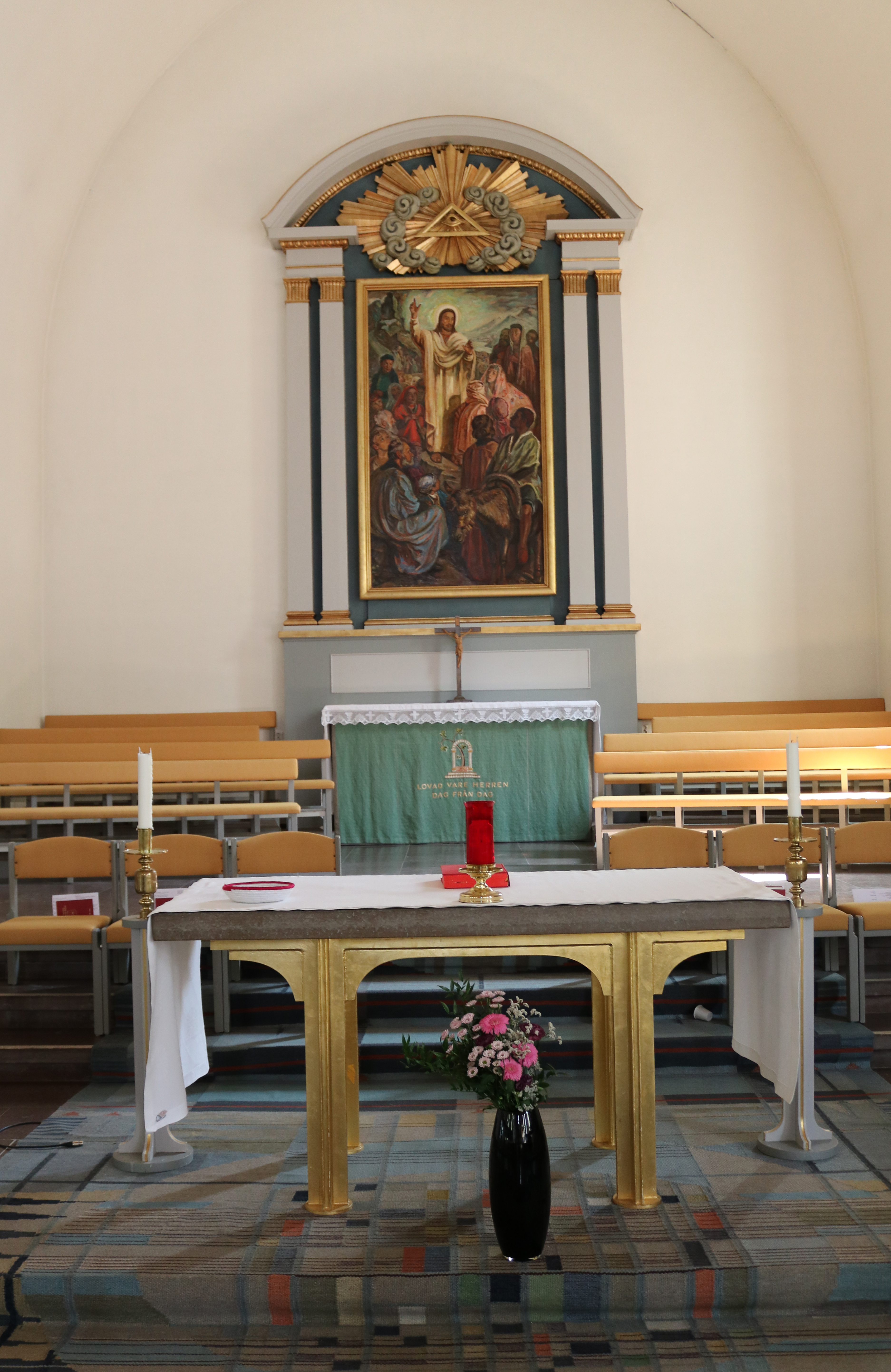
Det fristående altaret.
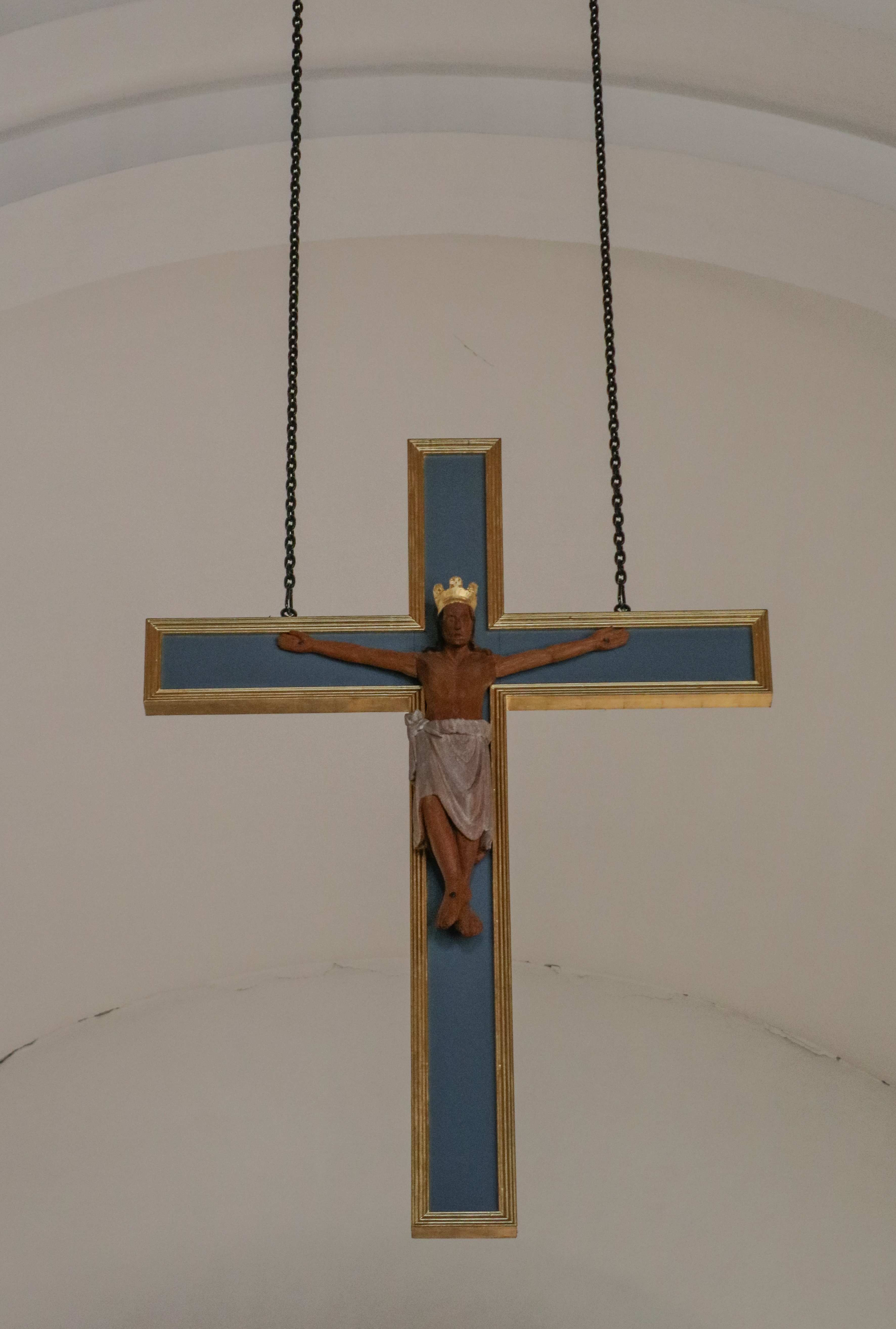
Eva Spångbergs triumfkrucifix.
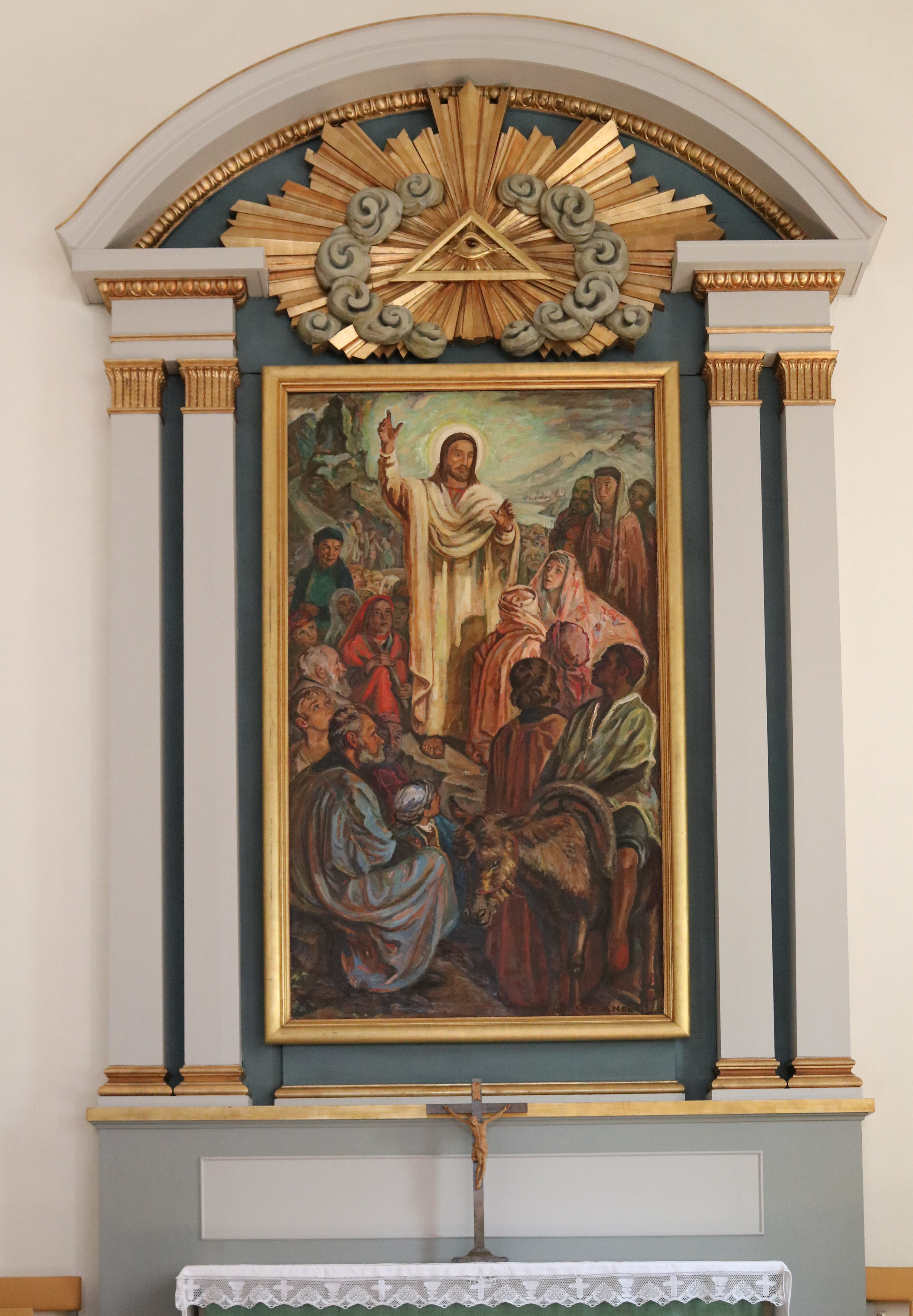
Altartavla utförd av Gunnar Theander.
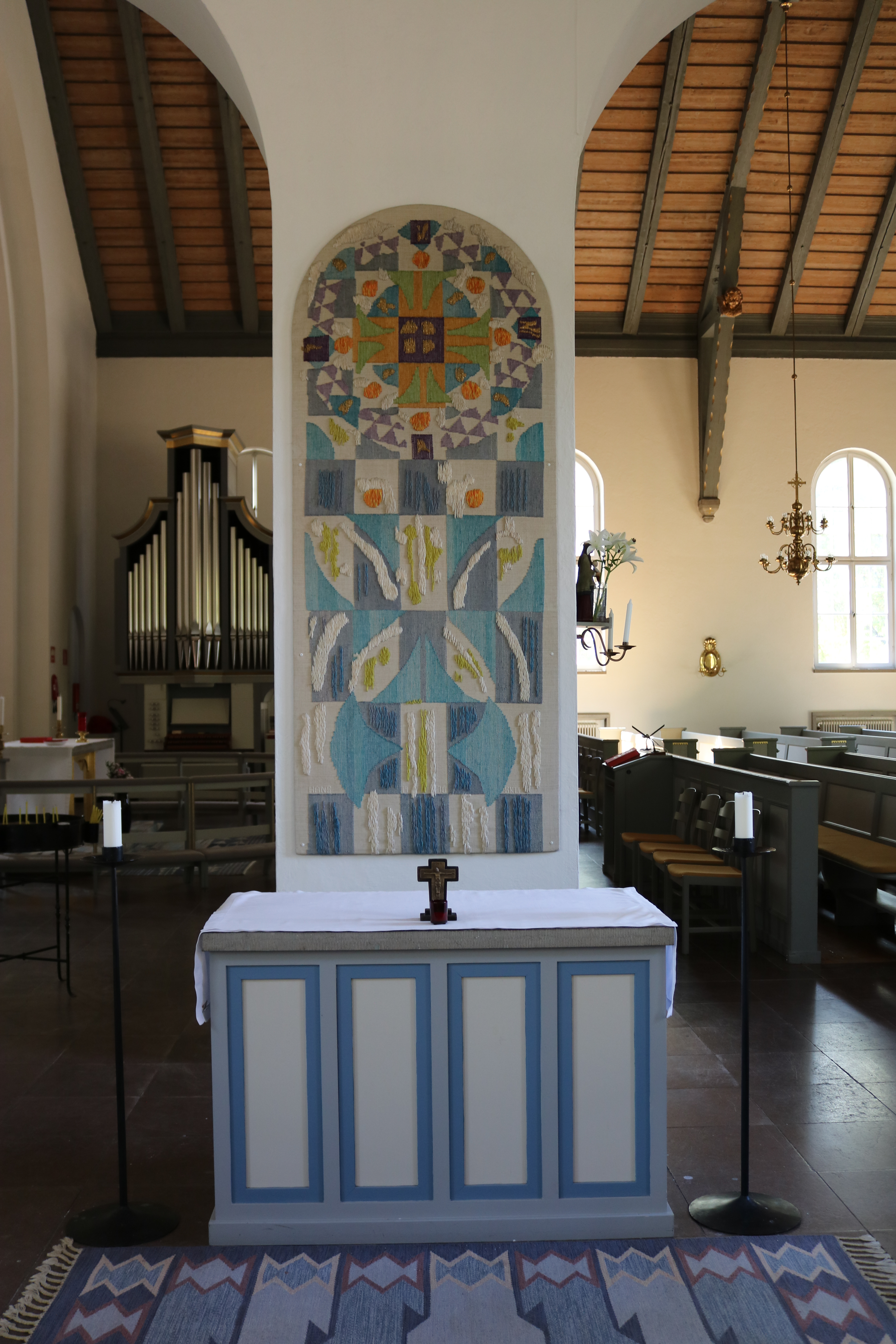
Sidokapellet med textil komponerad av Hans Krondahl.
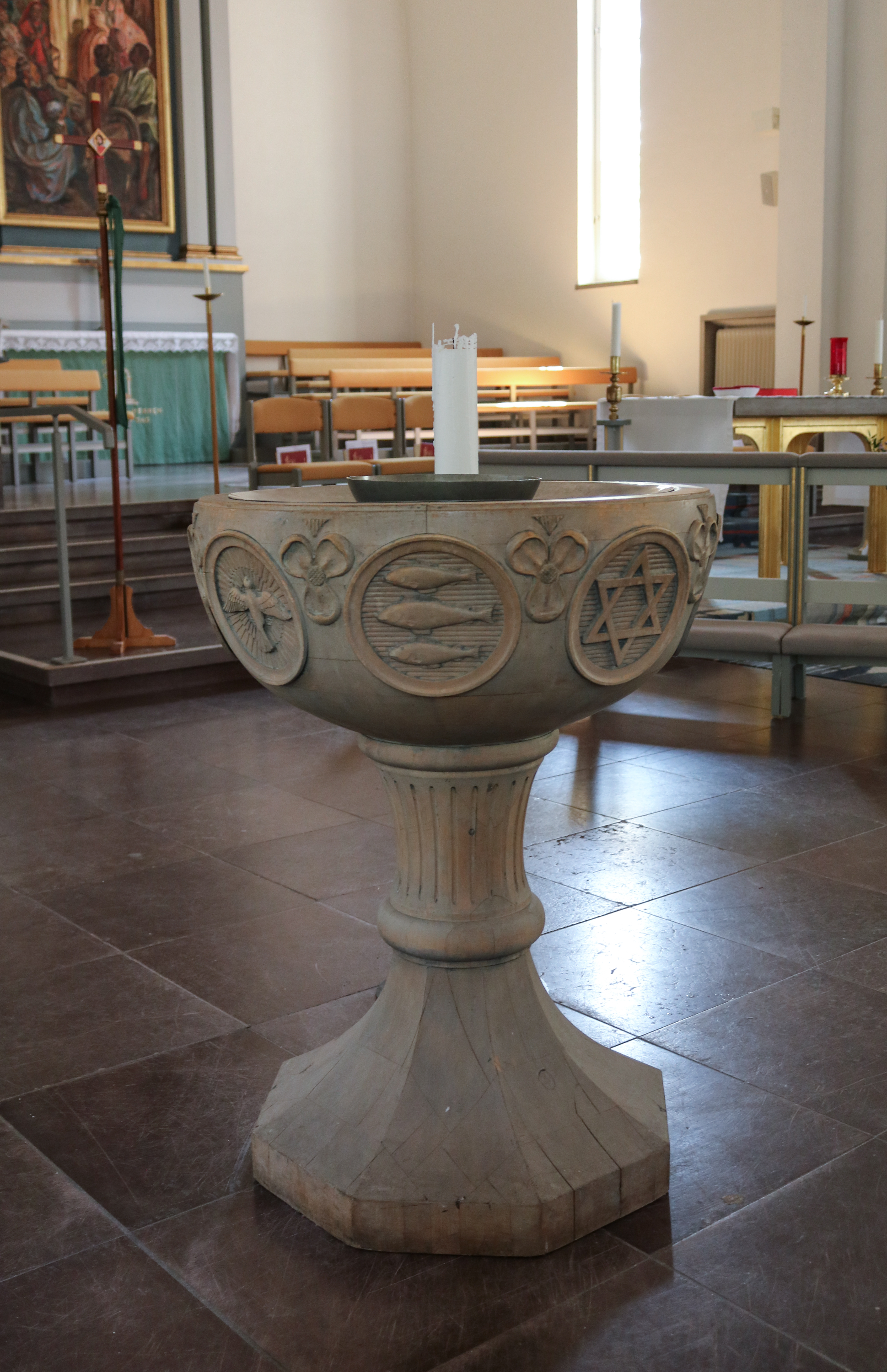
Dopfunten.
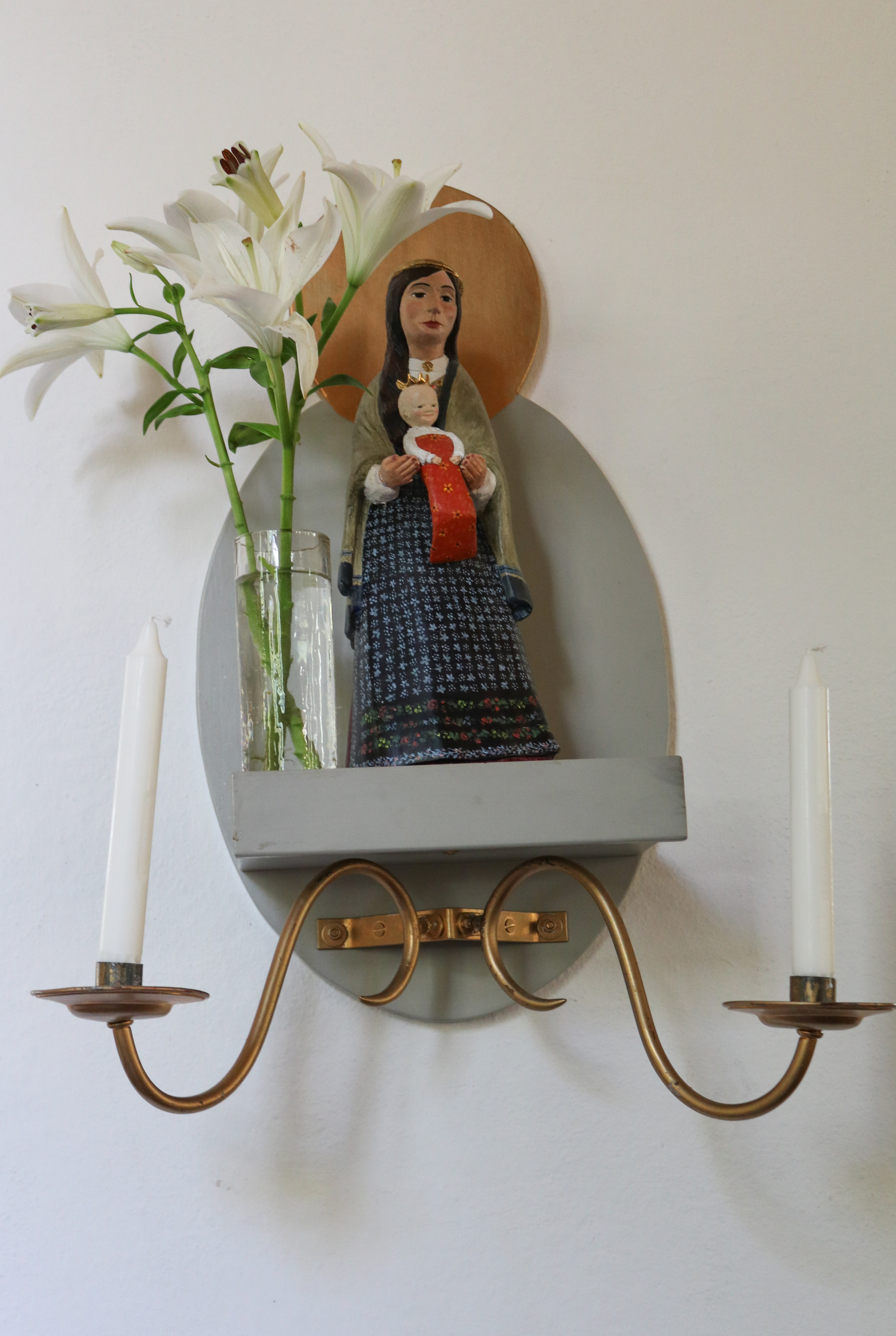
Maria med barnet.
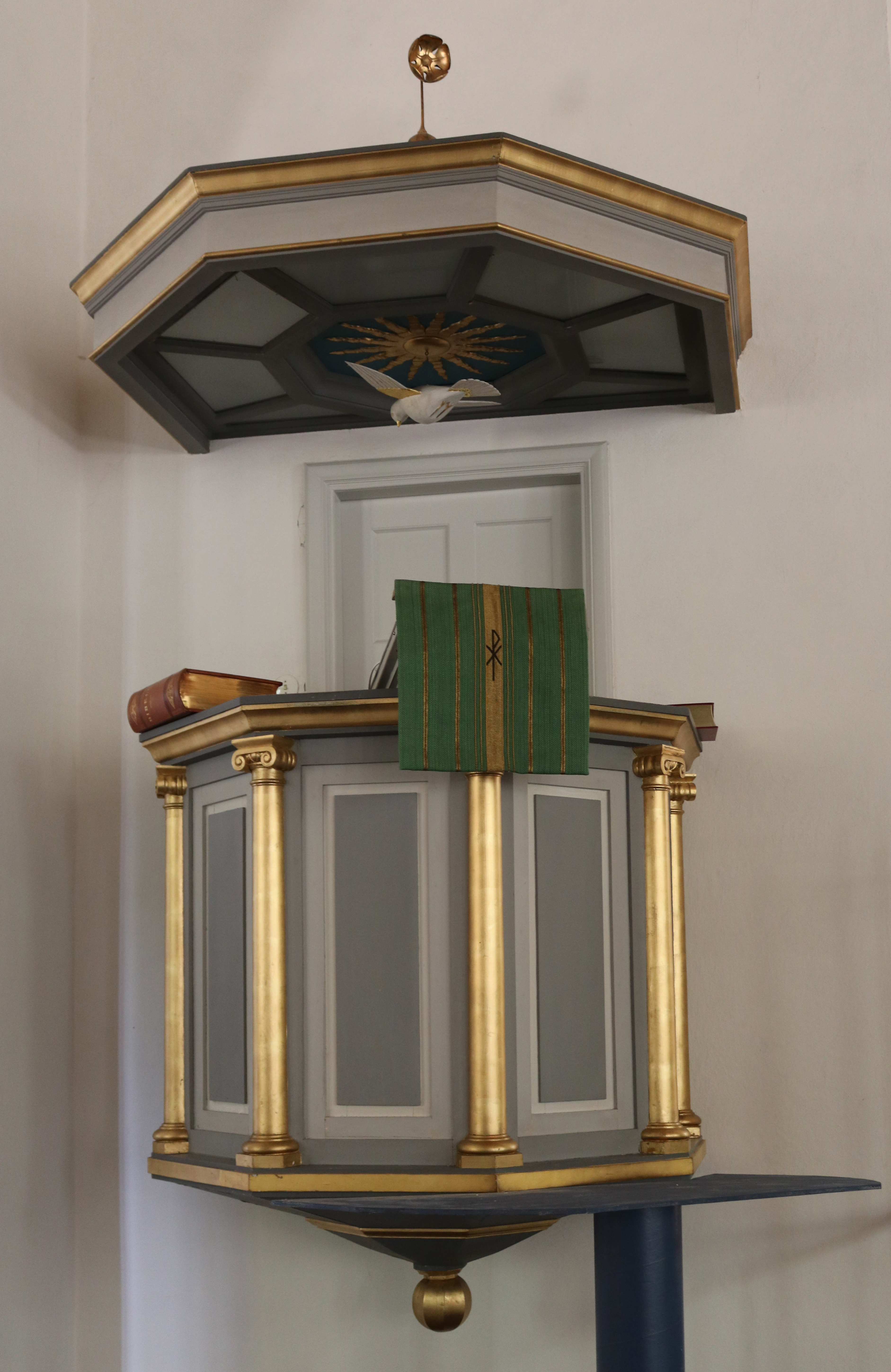
Predikstolen.

## Orglar

### Läktarorgel[2]

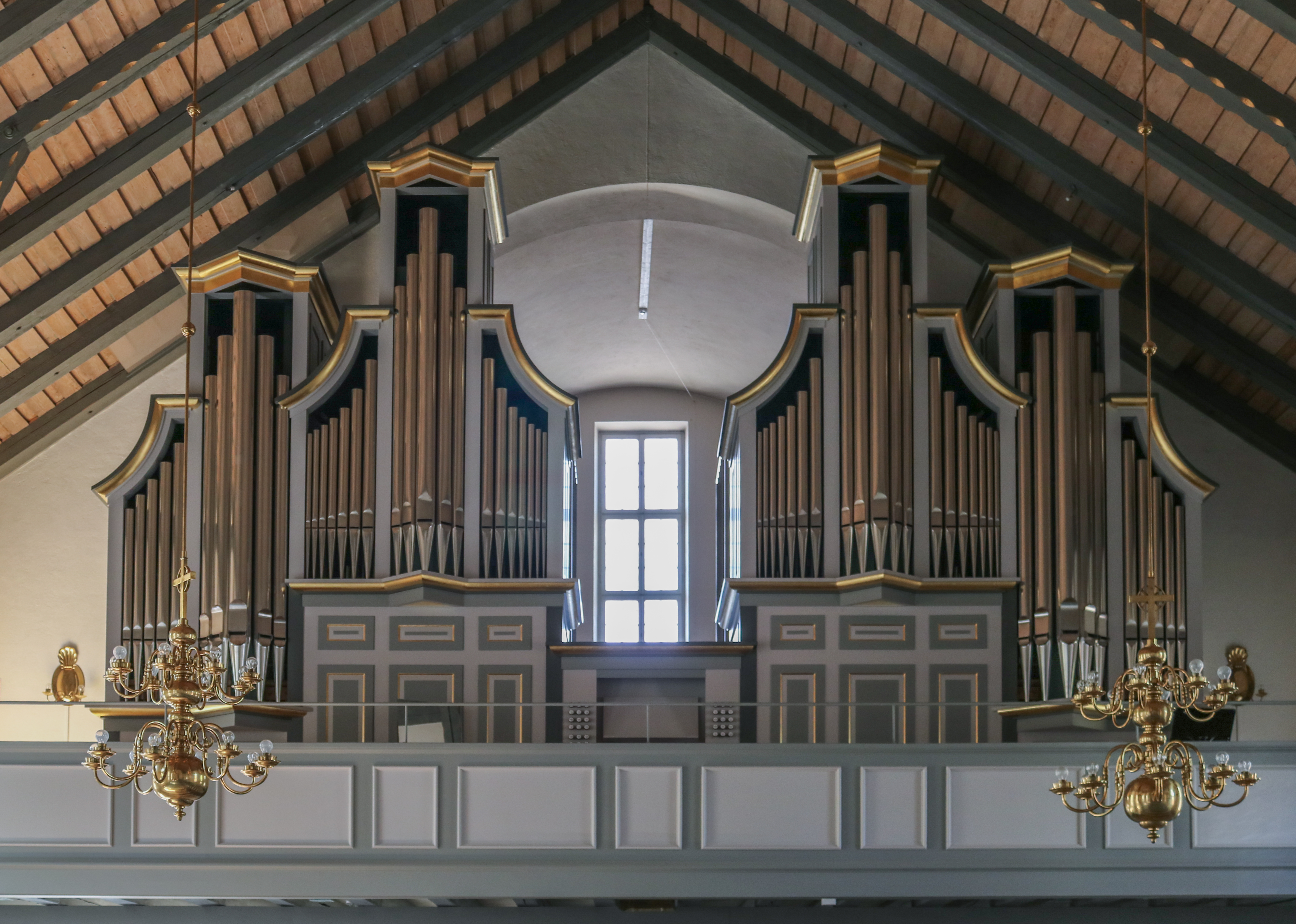
Läktarorgeln.

- 1887 byggde Åkerman & Lund, Stockholm en orgel med sju stämmor.
- 1931 byggde A. Magnusson Orgelbyggeri AB en orgel med 12 stämmor.
- 1961 byggde A Mårtenssons Orgelfabrik AB, Lund en ny mekanisk orgel med ny fasad.

| Manual I        | Manual II     | Pedal        | Koppel |
| Rörflöjt 8’     | Gedackt 8’    | Subbas 16'   | I/P    |
| Quintadena 8’   | Spetsgamba 8’ | Principal 8’ | II/P   |
| Principal 4’    | Rörflöjt 4’   | Oktava 4'    | II/I   |
| Gedacktflöjt 4’ | Principal 2’  | Nachthorn 2' |        |
| Nasat 2 2⁄3’    | Blockflöjt 2' | Mixtur 3 ch  |        |
| Oktava 2’       | Oktava 1'     | Fagott 16'   |        |
| Mixtur 4-5 ch   | Cymbel 2 ch   | Skalmeja 4'  |        |
| Dulcian 16'     | Vox Humana 8' |              |        |

- 1994 byggdes den nuvarande läktarorgeln av Grönlunds Orgelbyggeri AB, Gammelstaden. Orgeln har 1000 fria kombinationer (Setzer).

| Man I. Huvudverk C-g3 | Man II. Svällverk C-g3 | Pedal C-f1     | Koppel |
| --------------------- | ---------------------- | -------------- | ------ |
| Principal 8'          | Borduna 16'            | Principal 16'  | II/I   |
| Dubbelflöjt 8'        | Italiensk principal 8' | Subbas 16'     | II/P   |
| Gamba 8'              | Borduna 8'             | Kvinta 10 2/3' | I/P    |
| Oktava 4'             | Salicional 8'          | Oktava 8'      |        |
| Flöjt 4'              | Voix céleste 8'        | Gedackt 8'     |        |
| Kvinta 2 2/3'         | Oktava 4'              | Oktava 4'      |        |
| Oktava 2'             | Flûte octaviante 4'    | Basun 16'      |        |
| Mixtur 4 chor         | Spetskvint 2 2/3'      | Trumpet 8'     |        |
| Cornett 5 chor        | Blockflöjt 2'          | Trumpet 4'     |        |
| Trumpet 16'           | Ters 1 3/5'            |                |        |
| Trumpet 8'            | Mixtur 4 chor          |                |        |
| Cymbelstjärna         | Bombarde 16'           |                |        |
|                       | Oboe 8'                |                |        |
|                       | Clarion 4'             |                |        |
|                       | Tremulant              |                |        |

### Kororgel

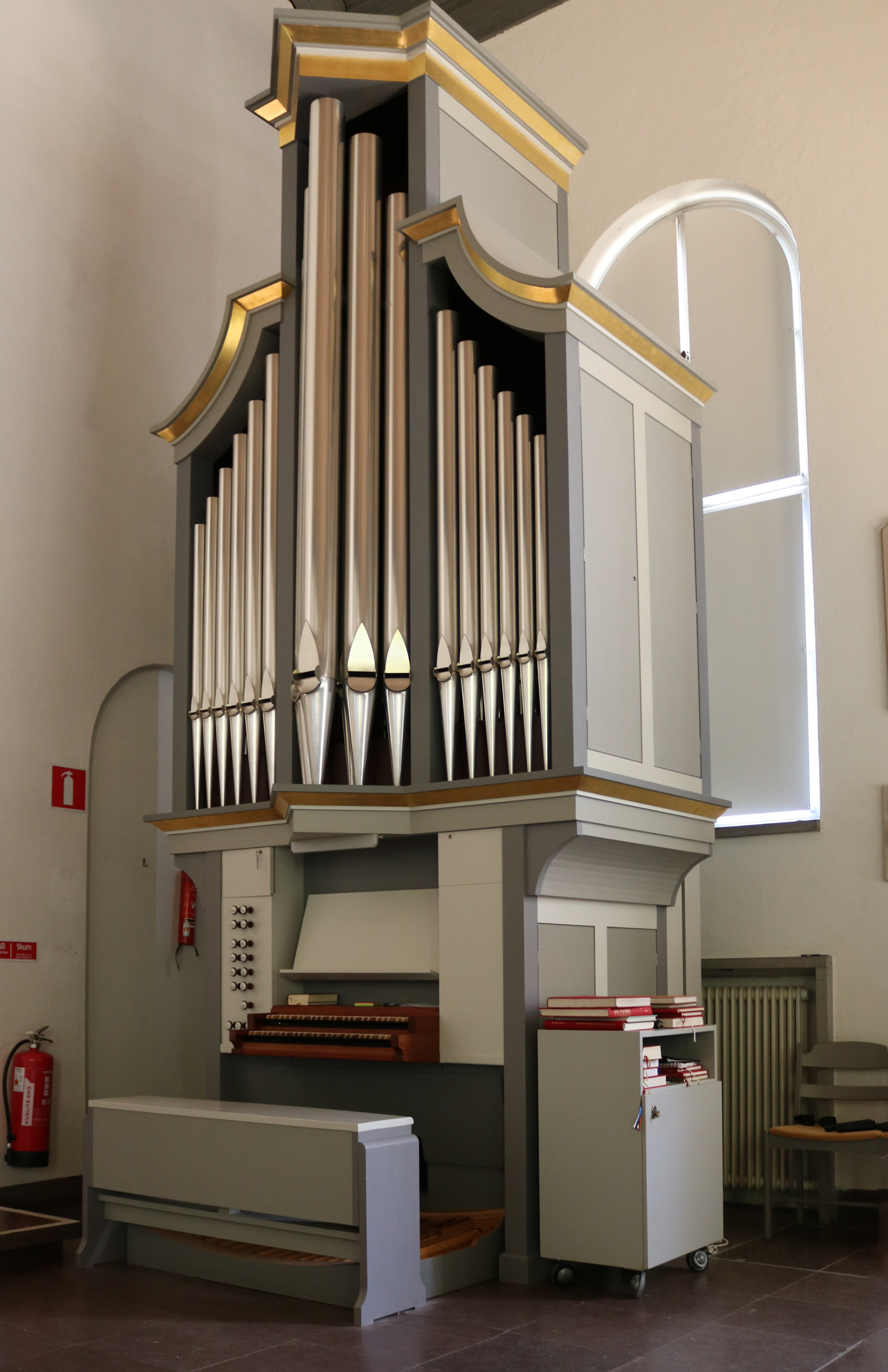
Kororgeln.

- 1975 byggde A Mårtenssons Orgelfabrik AB, Lund en mekanisk orgel.

| Manual       |
| Gedackt 8’   |
| Principal 4’ |
| Rörpommer 4’ |
| Gemshorn 2’  |
| Nasat 1 1⁄3’ |

- Den nuvarande kororgeln är byggd av Grönlunds Orgelbyggeri 1989-1990.

| Man I. Huvudverk C-g3 | Man II. Svällverk C-g3 | Pedal C-f1 | Koppel |
| --------------------- | ---------------------- | ---------- | ------ |
| Principal 8'          | Borduna 8'             | Subbas 16' | II/I   |
| Rörflöjt 8'           | Fugara 4'              |            | II/P   |
| Oktava 4'             | Flageolett 2'          |            | I/P    |
| Blockflöjt 4'         | Tremulant              |            |        |
| Kvint 2 2/3'          |                        |            |        |
| Oktava 2'             |                        |            |        |
| Ters 1 3/5'           |                        |            |        |
| Mixtur 3 chor         |                        |            |        |